# Dientes de Sierra
Los Llares o Dientes de Sierra  es una fortificación situada en el sur del Segundo Recinto Fortificado de Melilla la Vieja de la ciudad española de Melilla, y que forma parte del Conjunto Histórico Artístico de la Ciudad de Melilla, un Bien de Interés Cultural.

## Historia
Construidos en el siglo XVII y reformadas entre 1707 y 1711 según proyecto del ingeniero Andrés del Tosso y reparados entre 1719 y 1720.
Entre el 15 de febrero de 1889 y 1891 se derriba parte para construir las viviendas del Mantelete Interior, más tarde se le adosaron edificios.
En 1951 y 1979 se restaura, para en 1987 derribarse uno de los edificios adosados a las murallas.

## Descripción
Es un frente amurallado con forma de dientes de sierra, el mayor de ellos ocupado de forma parasitaria por un edificio que alberga una mezquita en su planta baja, posiblemente enclava allí para evitar su demolición.<